# خط طول 82° غرب
خط طول 82° غرب هو أحد خطوط الطول الجغرافية، والتي تمتد من القطب الشمالي الجغرافي إلى القطب الجنوبي الجغرافي، وحسب التحويل الزمني يتأخر خط طول 82° غرب عن خط غرينتش بـ5 ساعة و28 دقيقة.

## من القطب إلى القطب
ينطلق خط طول 82° غرب من القطب الشمالي نحو القطب الجنوبي مرورا بالمناطق التي ترد في الجدول التالي:
| الإحداثيات                         | البلد أو الإقليم أو البحر | ملاحظات |
| ---------------------------------- | ------------------------- | --- |
| 90°0′N 82°0′W / 90.000°N 82.000°W  | المحيط المتجمد الشمالي    | |
| 82°39′N 82°0′W / 82.650°N 82.000°W | كندا                      | نونافوت — جزيرة إليسمير |
| 76°30′N 82°0′W / 76.500°N 82.000°W | جونز ساوند [لغات أخرى]‏    | |
| 75°49′N 82°0′W / 75.817°N 82.000°W | كندا                      | نونافوت — جزيرة ديفون |
| 74°28′N 82°0′W / 74.467°N 82.000°W | Lancaster Sound           | |
| 73°44′N 82°0′W / 73.733°N 82.000°W | كندا                      | نونافوت — بافن (جزيرة) |
| 69°53′N 82°0′W / 69.883°N 82.000°W | حوض فوكس                  | |
| 69°16′N 82°0′W / 69.267°N 82.000°W | كندا                      | نونافوت — شبه جزيرة ميلفيل (mainland) |
| 66°52′N 82°0′W / 66.867°N 82.000°W | حوض فوكس                  | |
| 64°37′N 82°0′W / 64.617°N 82.000°W | كندا                      | نونافوت — جزيرة ساوثهامبتون |
| 63°39′N 82°0′W / 63.650°N 82.000°W | Evans Strait              | |
| 62°57′N 82°0′W / 62.950°N 82.000°W | كندا                      | نونافوت — جزيرة كوتس [لغات أخرى]‏ |
| 62°41′N 82°0′W / 62.683°N 82.000°W | خليج هدسون                | |
| 55°0′N 82°0′W / 55.000°N 82.000°W  | خليج جيمس                 | |
| 53°3′N 82°0′W / 53.050°N 82.000°W  | كندا                      | نونافوت — جزيرة أكيميسكي [لغات أخرى]‏ |
| 52°59′N 82°0′W / 52.983°N 82.000°W | خليج جيمس                 | |
| 52°47′N 82°0′W / 52.783°N 82.000°W | كندا                      | أونتاريو — mainland و جزيرة مانيتولين [لغات أخرى]‏ |
| 45°33′N 82°0′W / 45.550°N 82.000°W | بحيرة هرون                | |
| 43°12′N 82°0′W / 43.200°N 82.000°W | كندا                      | أونتاريو |
| 42°15′N 82°0′W / 42.250°N 82.000°W | بحيرة إري                 | |
| 41°31′N 82°0′W / 41.517°N 82.000°W | الولايات المتحدة          | أوهايو فيرجينيا الغربية — من 39°0′N 82°0′W / 39.000°N 82.000°W كنتاكي — لحوالي 2 km من 37°32′N 82°0′W / 37.533°N 82.000°W فرجينيا — من 37°31′N 82°0′W / 37.517°N 82.000°W تينيسي — من 36°35′N 82°0′W / 36.583°N 82.000°W كارولاينا الشمالية — من 36°9′N 82°0′W / 36.150°N 82.000°W كارولاينا الجنوبية — من 35°11′N 82°0′W / 35.183°N 82.000°W جورجيا (ولاية أمريكية) — من 33°31′N 82°0′W / 33.517°N 82.000°W فلوريدا — من 30°47′N 82°0′W / 30.783°N 82.000°W |
| 26°29′N 82°0′W / 26.483°N 82.000°W | خليج المكسيك              | مرورا بشرق Boca Grande Key, فلوريدا, الولايات المتحدة (في 24°32′N 82°0′W / 24.533°N 82.000°W) |
| 23°11′N 82°0′W / 23.183°N 82.000°W | كوبا                      | |
| 22°18′N 82°0′W / 22.300°N 82.000°W | البحر الكاريبي            | |
| 21°39′N 82°0′W / 21.650°N 82.000°W | كوبا                      | Canarreos Archipelago |
| 21°36′N 82°0′W / 21.600°N 82.000°W | البحر الكاريبي            | |
| 9°10′N 82°0′W / 9.167°N 82.000°W   | Gulf of Chiriquí          | |
| 8°57′N 82°0′W / 8.950°N 82.000°W   | بنما                      | |
| 8°12′N 82°0′W / 8.200°N 82.000°W   | المحيط الهادئ             | مرورا بغرب the جزيرة Coiba, بنما (في 7°31′N 81°53′W / 7.517°N 81.883°W) |
| 60°0′S 82°0′W / 60.000°S 82.000°W  | المحيط الجنوبي            | |
| 73°56′S 82°0′W / 73.933°S 82.000°W | القارة القطبية الجنوبية   | Territory المطالب الإقليمية بالقارة القطبية الجنوبية by تشيلي |